# Филоновка (Полтавская область)
Филоновка (укр. Філонівка) — село,
Петро-Давыдовский сельский совет,
Диканьский район,
Полтавская область,
Украина.
Село ликвидировано в 1979-1987 годах.

## Географическое положение
Село Филоновка находится на расстоянии в 1 км от села Петро-Давыдовка.